# Pokój utrechcki
Pokój utrechcki – porozumienie zawarte 11 kwietnia 1713 w Utrechcie (Holandia), kończące hiszpańską wojnę sukcesyjną (1701–1714). Bezpośrednią przyczyną podpisania pokoju była śmierć cesarza Józefa I Habsburga (17 kwietnia 1711) i objęcie tronu przez jego młodszego brata Karola VI Habsburga, pretendenta do korony Hiszpanii. Pozostałe kraje koalicji antyburbońskiej zaczęły się obawiać odrodzenia potęgi Habsburgów z czasów Karola V (1500–1558).
Uczestnikami kongresu były: Wielka Brytania wraz z Księstwem Hanoweru, Republika Zjednoczonych Prowincji, Francja, Hiszpania, Bawaria, Prusy i Sabaudia oraz inni, pomniejsi uczestnicy koalicji.

## Postanowienia
- Filip d’Anjou (wnuk Ludwika XIV) objął tron Hiszpanii wraz z koloniami, zrzekając się jednocześnie praw do tronu Francji,
- Ludwik XIV zrzekł się praw dynastycznych do Hiszpanii (obawa przed połączeniem tronów hiszpańskiego i francuskiego),
- Ludwik XIV uznał Annę Stuart i protestancką linię domu hanowerskiego za prawowitych dziedziców korony brytyjskiej,
- elektor Bawarii Maksymilian II Emanuel odzyskał swe władztwo w Niemczech,
- arcybiskup Kolonii Józef Klemens Wittelsbach odzyskał władzę nad swym elektoratem,
- Portugalia zyskała na drobnych korektach kilka terytoriów na granicy z Hiszpanią,
- Prusy uzyskały mały skrawek terytorium nad Renem, graniczący z Holandią,
- Księstwo Sabaudii przejęło Sycylię wraz ze statusem królestwa,
- Republika Zjednoczonych Prowincji otrzymała prawo utrzymywania wojsk w twierdzach Niderlandów Południowych (wobec wcześniejszych najazdów francuskich np. z 1672) i koncesje handlowe,
- Wielka Brytania uzyskała od Hiszpanii Minorkę (do 1783) i Gibraltar, a od Francji Nową Szkocję i wybrzeża Zatoki Hudsona w Ameryce Północnej oraz Nową Fundlandię. Poza tym także koncesje handlowe oraz asiento (bardzo zyskowny, wyłączny przywilej na handel czarnymi niewolnikami) na 30 lat.
- Brabancja i Limburgia (razem z Eupen) powróciły do Habsburgów austriackich.

Z okazji pokoju w Utrechcie Georg Friedrich Händel skomponował uroczyste Te Deum oraz Jubilate; obydwa utwory zostały wykonane 7 lipca 1713 roku w katedrze św. Pawła w Londynie. Z tej samej okazji William Croft skomponował dwie ody With Noise of Cannon i Laurus cruentas.